# OOoOO
oOoOO (da pronunciare "oh"), pseudonimo di Cristopher Dexter Greenspan (San Francisco, ...), è un musicista statunitense.
oOoOO viene solitamente riconosciuto come artista witch house, stile di cui è considerato un pioniere insieme ai Salem e ai White Ring. oOoOO sfrutta sonorità distorte che si ispirano al rock gotico, al chopped and screwed e al dream pop.
oOoOO ha debuttato nel 2010 con un EP distribuito in edizione limitata a cento copie. Più tardi ha contribuito a realizzare un remix del brano I Live for the Day apparso nel mixtape tributo a Lindsay Lohan Let Me Shine for You. Sono seguiti l'EP oOoOO, distribuito in formato 12", e l'album in studio Without Your Love del 2013.

## Discografia

### Album in studio
- 2013 – Without Your Love
- 2018 - Faminine Mystique

### Extended play
- 2010 – Untitled
- 2010 – oOoOO
- 2012 – Our Loving is Hurting Us